# Prez, Ardennes
Prez är en kommun i departementet Ardennes i regionen Grand Est (tidigare regionen Champagne-Ardenne) i nordöstra Frankrike. Kommunen ligger i kantonen Rumigny som ligger i arrondissementet Charleville-Mézières. År 2022 hade Prez 132 invånare.

## Befolkningsutveckling
Antalet invånare i kommunen Prez
Referens: INSEE